# Criminalidade na África do Sul
A criminalidade na África do Sul está presente na forma de uma taxa extraordinariamente elevada de assassinatos, assaltos, estupros (contra crianças, adolescentes e adultos), e outros crimes em comparação com a maioria dos países. A maioria dos emigrantes da África do Sul dizem que o crime foi um grande fator em sua decisão de sair. O South African Police Service é responsável pela gestão 1115 delegacias de polícia na África do Sul.

## Causas
Em Fevereiro de 2007, o Centre for the Study of Violence and Reconciliation foi contratado pelo governo Sul-Africano para realizar um estudo sobre a natureza do crime na África do Sul. O estudo concluiu que o país está exposto a altos níveis de violência como resultado de diversos fatores, incluindo:
- A banalização da violência. A violência passa a ser vista como um meio necessário e justificado de resolver conflitos, e os homens acreditam que o comportamento sexual coercivo contra as mulheres é legítimo.[3]
- A dependência de um sistema de justiça criminal que está atolado em muitas questões, incluindo a ineficiência e corrupção.
- A subcultura da violência e criminalidade, que vai desde criminosos que estupram ou roubam individualmente, até grupos informais ou gangues mais formalizadas. Os envolvidos na subcultura estão envolvidos em carreiras criminosas e geralmente usam armas de fogo, com exceção da Cidade do Cabo, onde a violência à faca é mais prevalente. A credibilidade, dentro dessa subcultura, está relacionada à disposição de recorrer à violência extrema. [3]
- A vulnerabilidade dos jovens e exposição de muitas crianças a fatores de risco que aumentam as chances de envolvimento com a criminalidade e a violência.[3]
- Os altos níveis de desigualdade, a pobreza, o desemprego, a exclusão social e a marginalização.[3]

Um estudo realizado para o período 1998-2000 compilado pelo Escritório das Nações Unidas contra a Droga e o Crime (UNODC) classificando África do Sul para o segundo em assalto e homicídio (por todos os meios) per capita, além de ser classificada em segundo lugar pela primeira vez para estupro e violações per capita. Total crime per capita é 10º entre os 60 países. Outros dados apontam a África do Sul, como a segunda em todo o mundo para homicídios per capita e primeiro de assaltos e violações. Note-se que estas estatísticas só comparar estatísticas de aproximadamente 60 países (tipicamente melhor-países desenvolvidos), e muitos dos restantes países do mundo terão maiores taxas de criminalidade violenta.
Os números da Interpol mostram que, em 2002,  África do Sul apresenta 114,8 assassinatos por 100000 habitantes, a mais alta do mundo e a taxa de homicídio - cerca de cinco vezes superior ao da segunda - maior país, o Brasil. Um relatório de 2001 pelo Instituto de Estudos de Segurança concluiu que "a África do Sul tem alta, mas administrável níveis de crime de propriedade, mas um alto nível de criminalidade violenta. A África do Sul é o alto nível de criminalidade violenta..."